# Liste der größten Fahrzeuge

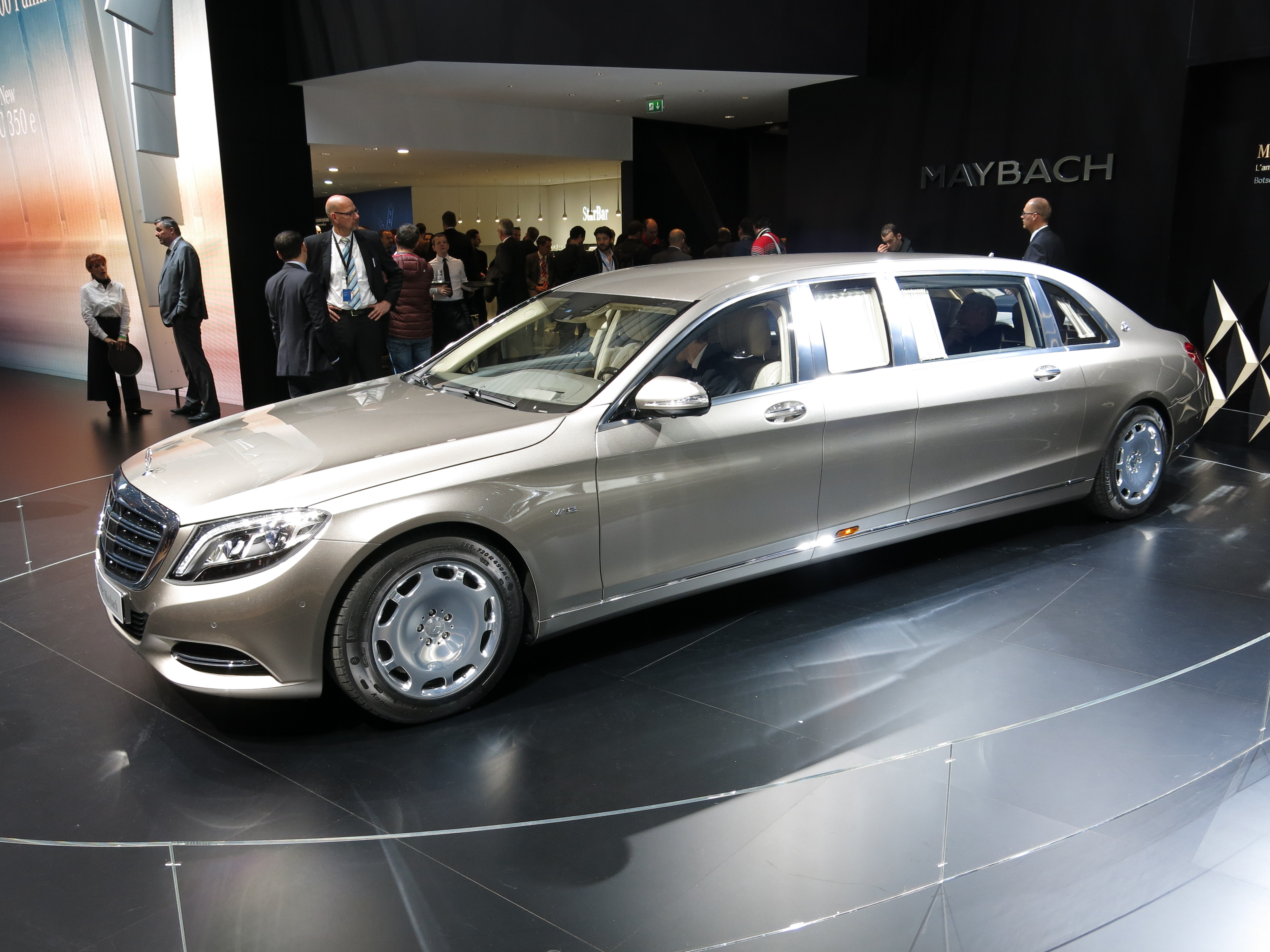
Mercedes S600 Pullmann, längster Serien-PKW der Welt

Dieser Artikel listet die größten Fahrzeuge der Welt auf.

## Größte Wasserfahrzeuge
- Größtes Schiff: Jahre Viking (bzw. Knock Nevis) (458,45 Meter)
- Größtes Passagierschiff: Symphony of the Seas (361 Meter)
- Größtes Containerschiff: Barzan (400 Meter)
- Größtes U-Boot: Typhoon-Klasse (172, 8 Meter)
- Größte schwimmende Offshore-Anlage: Prelude (488 Meter)

## Größte Landfahrzeuge
- Größter Serien-PKW (nach Länge): Mercedes-Maybach S 600 Pullman (6,499 Meter)
- Größter Serien-PKW (nach Breite): Chrysler Crown Imperial, 1954
- Größter LKW: BelAZ-75710 (20,6 Meter)
- Größter Traktor: Big Bud 747 (8,69 Meter)

## Größte Luftfahrzeuge
- Größtes Passagierflugzeug: Airbus A380 (853 Passagiere)
- Größtes Frachtflugzeug: Airbus Beluga XL (A330-743L) 2209 m³ Frachtvolumen. max,  Startgewicht: 227 Tonnen
- Größtes Frachtflugzeug (ehemals), längstes Flugzeug: Antonow An-225 (84 Meter)
- Größtes Militärflugzeug: Tupolew Tu-160 (275 Tonnen)
- Flugzeug mit der größten Spannweite: Scaled Composites Stratolaunch (117 Meter)
- Größter Hubschrauber: Mil Mi-12 (Länge 37 Meter; Spannweite mit Rotor 67 Meter)
- Größter Zeppelin: LZ 129 Hindenburg (245 Meter)
- Größter Heißluftballon: Virgin Pacific Flyer